# Eleftheria i thanatos

Řecká vlajka

Eleftheria i thanatos (řecky Ελευθερία ή θάνατος; česky Svoboda nebo smrt) je motto Helénské republiky, které má svůj původ v řeckých písních odporu, jež byly silným motivačním faktorem pro získání nezávislosti. V roce 1814 jej přijala Filiki Eteria, tajná organizace vytvořená speciálně pro svržení osmanské nadvlády.

## Přehled
Motto vzniklo během řecké války za nezávislost ve 20. letech 19. století, kdy představovalo válečný pokřik Řeků, kteří se vzbouřili proti osmanské nadvládě. Po válce bylo přijato a používá se dodnes. Jedním z vysvětlení devíti pruhů na řecké vlajce je, že představují devět slabik motta: pět modrých pruhů pro slabiku Eleftheria a čtyři bílé pruhy pro i thanatos. Motto symbolizovalo a stále symbolizuje odhodlání řeckého lidu proti tyranii a útlaku.
Součástí znaku Filiki Eteria byly dvě vlajky s písmeny ΗΕΑ a ΗΘΣ – ty představují Ή ΕλευθερίΑ Ή ΘάνατοΣ, „Svoboda nebo smrt“. Jedná se také o motto 4. pěší divize řecké armády.

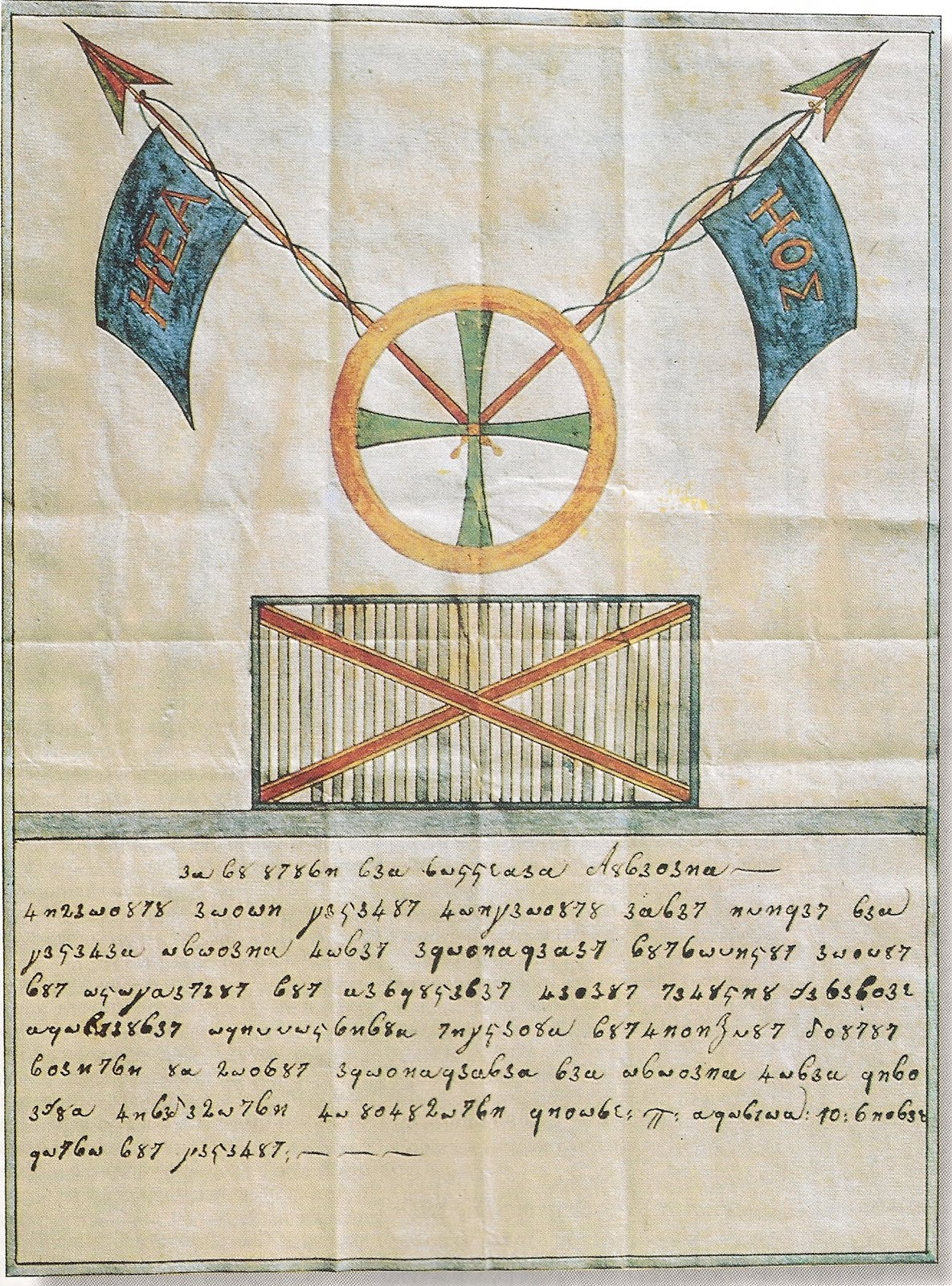
Znak Filiki Eteria s písmeny ΗΕΑ a ΗΘΣ na dvou modrých vlajkách. Písmena jsou zkratkou slov Ή ΕλευθερίΑ Ή ΘάνατοΣ (Svoboda nebo smrt).

## Kulturní odkazy
Novela Nikose Kazantzakise Kapitán Michalis měla podtitul Svoboda nebo smrt, který se stal názvem novely ve Spojených státech, Německu, Francii a dalších zemích.